# صبير عاري
صبير عاري (الاسم العلمي:Opuntia nuda) هو نوع من النباتات يتبع جنس الصبير من الفصيلة الصبارية.